# 吴周
周（1673年—1681年）是清朝初年「三藩之乱」时吴三桂建立的政权。因统治者姓吴，故又称吴周。吴三桂因协助清軍入關被封为平西王，建藩于云南。
清康熙十二年十一月廿四·己丑（1673年12月31日），吴三桂起兵反清，以反清复明为旗帜，自称周王、天下都招讨兵马大元帅，蓄发，改变衣冠，以次年为周元年。康熙十三年（1674年），靖南王耿精忠响应，康熙十五年（1676年），平南王世子尚之信响应，史称「三藩之乱」。
随着战争形势恶化，耿精忠、尚之信相继降清，吴三桂收起了反清复明的口号，于康熙十七年（1678年）在湖南衡阳称帝，国号为周，建元昭武。同年八月吴三桂死后，吴三桂之孙、吴应熊之子吴世璠继位吴周皇帝，改次年年号洪化，退据贵阳。清军攻势更加猛烈，洪化二年（1680年）十月，吴世璠退守昆明。洪化三年（1681年）十月，清朝定远平寇大将军赵良栋攻破昆明，吴世璠兵败自杀，吴周灭亡。

## 吴周君主
| 肖像 | 庙号              | 谥号                    | 名讳   | 在世时间       | 在位时间       | 年号及使用时间     | 年号及使用时间         | 皇后   |
| ---- | ----------------- | ----------------------- | ------ | -------------- | -------------- | ------------------ | ---------------------- | ------ |
|      | 太祖 （吴世璠尊） | 高皇帝 （吴世璠谥）     | 吴三桂 | 1612年－1678年 | 1673年－1678年 | —                  | 1674年正月－1678年三月 | 张皇后 |
| 昭武 | 太祖 （吴世璠尊） | 高皇帝 （吴世璠谥）     | 吴三桂 | 1612年－1678年 | 1673年－1678年 | 1678年三月－十二月 |                        | 张皇后 |
| —    | —                 | 孝恭皇帝 （吴世璠追谥） | 吴应熊 | 1634年－1675年 | —              | —                  | —                      | —      |
| —    | —                 | —                       | 吴世璠 | 1663年－1681年 | 1678年－1681年 | 洪化               | 1679年－1681年         | 郭皇后 |

## 政权结构

### 王公
- 宗室：吴三枚、吴应期、吴应正、吴世霖、吴世琚、吴世珵、吴世琮等
- 异姓王：
  - 辅德亲王：尚之信，临江王：孙延龄

### 文官
- 大学士：郭壮图、方光琛、方孝标
- 参知政事：胡国柱
- 六部：
  - 吏部：車文龍、葛震，户部：詹圣化、刘作长、李世培，礼部：王天钟、孙骥，兵部：杨彦容、韩大任、李希膺，刑部：葛朝瑞，工部：刘应第
  - 其他：刘玄初、金光祖、佟养钜、冯甦、曹申吉、罗森、郭昌、来度、钱点等

### 武将
- 大将军：胡国柱、吴国贵、吴应期、吴世琮、马宝、王辅臣、马雄、高启隆
- 金吾将军：吴国贵、赵某、吴应正、吴应期、胡国柱、夏国相
- 亲军将军：
  - 前后左右将军：吴国贵、吴应期、祖述舜
  - 骁骑将军：马宝、高启隆、王会、吴真、杜辉
  - 骠骑将军：王屏藩、张足法、陶维智、卫朴
  - 铁骑将军：田进学、廖进忠、范齐韩、何继祖、高大节、柯铎
  - 其他：于化龙、董重民、李某、杨奉先、巴养元、李国栋、王永清、刘之福、王永勋、祖泽清、许洪仁、郭义、张起龙、王君极、朱万年
- 内府将军：吴国柱
- 地方将佐：
  - 陕西东路总管：王辅臣
  - 广西东路总管：马雄
  - 云南留守将军：郭壮图
  - 贵州总管将军：李本深
  - 四川总统将军：谭弘
  - 汉中总管将军：张某、李某
  - 江西总统将军：刘弘毅
  - 吉安将军：韩大任、陈尧
  - 松盘将军：吴之茂
  - 建昌将军：何德成
  - 其他：张国柱、郑蛟麟、杨来嘉

### 引用
1. ↑  李治亭 2005，第1112，1169頁
2. 1 2  《平吴录》：“桂自僭位后，形容憔悴，八月十八日遂死。胡国柱等以棉裹尸，潜载至常德敛之。方献廷解职，送殡云南，衡州军民七日后方知桂死。郭壮图拥其孙世璠袭伪位于云南，上桂伪号太祖高皇帝、吴应熊孝恭皇帝。”
3. ↑   參: